# ロバの耳そうじ
『ロバの耳そうじ』（ロバのみみそうじ）は、1994年10月3日から1996年3月28日まで日本テレビ系列局で生放送された日本テレビ製作のバラエティ番組である。日本テレビ系全国ネットの深夜番組放送枠『どんまい!!スポーツ&ワイド』月曜→『どんまい!!』月曜→『TVじゃん!!』木曜の番組として放送。

## 概要
『どんまい!!スポーツ&ワイド』後半のワイドショーコーナー廃止後にスタートした番組の1つである。同枠編成以前に同時間帯で放送されていた『11PM』は曜日によって、『EXテレビ』は稀に単発企画としてエロを売りにした企画が放送されていたが、この番組はそれら以上のエロを売りにしていた。番組のコンセプトは「突き抜けたバカ」。
番組放送期間中の1995年1月17日に阪神・淡路大震災が発生したことを受け、その翌週の同年1月23日放送分では放送内容を変更。司会の3人が被災地周辺に在住の芸能人と電話を繋ぎ、放送当時の近況を放送した。
月曜に放送されていた当時は大竹まことがメイン司会を、恵俊彰と岡本夏生がサブ司会を務めていたが、その後の1995年10月に同枠が『TVじゃん!!』と改題するのを機に番組は木曜へ移動。メイン司会も以後は大竹に替わって峰竜太が務めるようになった（サブ司会陣は番組終了まで恵と岡本のままだった）。木曜への移動後も特に内容を変えることなく続けられていたが、1996年4月の改編で同枠の金曜が廃止され、それまで金曜の番組を担当していた中京テレビが木曜を担当することになったことから、番組は1996年3月28日放送分をもって終了。これをもって日本テレビ系列では明確なエロを売りにした深夜番組が無くなり、それ以後に放送の深夜番組では「エロネタ」程度に留まっている。

## 出演者
メイン司会
- 大竹まこと→峰竜太

サブ司会
- 恵俊彰
- 岡本夏生

ローバー・美々
名前の由来はロバの耳と英国車ローバー・ミニから取ったもので以後、このキャラクター名がそのまま芸名となる。
番組のプロデューサーである中村元気は元々、報道畑出身で局アナとニュース番組で仕事をしていたときに「局アナはそんなに品行方正じゃないよ」という思いが胸にあったらしく、風刺してやれ！といった感じで発案したキャラクター。1992年にアメリカで公開された映画「氷の微笑」でシャロン・ストーンが足を組み替える有名なシーンが登場するが、それをできるキャスターを探しているとのことで「組み替える程度なら...」と思い、オーディション会場へ向かうといきなりプロデューサーやディレクターから開脚を求められた。デビューから8年、芸能界で鳴かず飛ばずだったが「これが地上波に出れるのは最後かも...」と開き直り、思い切り開脚を披露。結果、オーディションに合格し、ローバー・美々というキャラクターで出演することになった。本来はもう1人オーディションに合格していた別の女の子がいて週ごとに交代する予定だったが、番組の初回放送でローバーの開脚を見て嫌になったらしく当日、収録現場に来なくなってしまったという。後に、ローバー・子美々、ローバー・小美々、ガクブチ・美々といった妹分的なキャラクターも登場した。
チチダス・ミミ
ブリキのブラジャーとパンティを身に付けた衣装が特徴的でブラジャーを開いて乳房を露出する「チチダスMiMiのエロティックな天気予報」のコーナーを担当。毎回、番組で募集していた視聴者(主に男性視聴者)の自宅や寮などをチチダス・ミミが訪問し、その現場で天気予報を行う内容が人気を得た。

## 視聴率
深夜の時間帯ながら視聴率が15％を超えることもあった。1995年、大晦日に新宿駅前の特設舞台に『開脚神社』を作り、一般の方々がおさい銭を投げるとローバーが開脚するという内容を放送。年明けの1996年にちなんで1996回の開脚にチャレンジする様子がNHK紅白歌合戦が終了した直後の時間帯で民放視聴率1位を取ったことがある。
番組のプロデューサーである中村元気によると視聴者は主に30代の男女が多かったという。フジテレビ系列で放送されていた深夜番組『オールナイトフジ』を意識したセットや雰囲気を演出していた為、1980年代にオールナイトフジを見ていた層が懐かしむような形で視聴していたのではないかと明かした。

## 苦情・クレーム
- 初期のレギュラー出演者だった水谷ケイが番組の企画で、水着姿かマッパ姿ですりガラスの向こうに立ち、手で女性自身の形を作り「それをカメラに向けて『私のアレの大きさはこれくらいです』と発言した際、放送中からクレーム電話が殺到。水谷はスタッフから「3回目の収録が終わったら、もう来なくていいよ」と言われ、番組を降板させられている[4]。
- 1980年代後半以降(日本テレビとしては11PM終了後)、勢いが途絶えていた"深夜のお色気"であったが、テレビ東京の『ギルガメッシュないと』などの人気を受け当番組もお色気路線を復活させた。しかし、売りにしていたものがものだけに放送開始当初から低俗番組のレッテルを貼られ、日本PTA全国協議会からは常に「超ワースト番組」と批判されており[5]、また当時日本テレビの社長だった氏家齊一郎が日本民間放送連盟の会長も兼務していたため、加盟社（系列ネット局）から常に槍玉に挙げられていた。

## スタッフ
- 構成：腰山一生、大田一水／玉井貴代志
- ナレーター：垂木勉
- TD：野口博
- SW：高梨正利
- カメラ：米田博之
- 音声：大島康彦
- 照明：蜂谷道雄、小寺勝馬
- 調整：鹿島友二
- 美術：山浦俊夫
- デザイン：黒木遠志
- 音効：島野高一
- TK：井﨑綾子
- スタイリスト：WITH
- 技術協力：権四郎
- 演出補：中野行男、馬杉光
- 制作進行：木村真由美
- ディレクター：大野透、高城健一郎、木下仁志、佐藤公彦、鈴木幸也
- 演出：狩野英一、さとうしゅう（さとう→以前はディレクター）
- 演出・プロデューサー：中村元気
- 総合演出：篠木爲八男
- チーフプロデューサー：吉岡正敏
- 制作協力：いまじん、テークオフ
- 製作著作：日本テレビ